# Atalantia ceylanica
Atalantia ceylanica är en vinruteväxtart som beskrevs av Oliver. Atalantia ceylanica ingår i släktet Atalantia och familjen vinruteväxter. Inga underarter finns listade i Catalogue of Life.